# Araneus quadratus subviridis
Araneus quadratus subviridis is een spinnenondersoort in de taxonomische indeling van de wielwebspinnen (Araneidae).
Het dier behoort tot het geslacht Araneus. De wetenschappelijke naam van de soort werd voor het eerst geldig gepubliceerd in 1913 door Pelegrin Franganillo-Balboa.